# Czech Hockey Games 2022
České hokejové hry 2022 byl třetím turnajem v rámci série Euro Hockey Tour 2021/2022, který se odehrál od 28. dubna do 1. května 2022 v Ostravě (5 utkání) a ve Vídni (1 utkání). Po vyřazení ruské reprezentace ze všech budoucích mezinárodních turnajů se turnaje Euro Hockey Tour poprvé účastnilo Rakousko.

## Zápasy
| 28. dubna 2022 17:30 | Finsko | 2:1 po s.n. (3:2) (1:0, 0:1, 0:0 - 0:0) | Česko | Ostravar Aréna, Ostrava Návštěvnost: 8 342 |  |

| Report |

| 28. dubna 2022 19:00 | Švédsko | 1:0 (0:0, 0:0, 1:0) | Rakousko | STEFFL Arena, Vídeň Návštěvnost: 3 000 |  |

| Report |

| 30. dubna 2022 12:00 | Rakousko | 2:4 (0:2, 2:1, 0:1) | Finsko | Ostravar Aréna, Ostrava Návštěvnost: 4 192 |  |

| Report |

| 30. dubna 2022 16:00 | Česko | 9:3 (3:1, 4:2, 2:0) | Švédsko | Ostravar Aréna, Ostrava Návštěvnost: 8 848 |  |

| Report |

| 1. května 2022 12:00 | Švédsko | 2:0 (1:0, 1:0, 0:0) | Finsko | Ostravar Aréna, Ostrava Návštěvnost: 3 571 |  |

| Report |

| 1. května 2022 16:00 | Česko | 4:1 (1:0, 2:1, 1:0) | Rakousko | Ostravar Aréna, Ostrava Návštěvnost: 5 720 |  |

| Report |

## Tabulka
| Poř. | Tým      | Z | V | VP | PP | P | VG | OG | B |
| ---- | -------- | - | - | -- | -- | - | -- | -- | - |
| 1.   | Česko    | 3 | 2 | 0  | 1  | 0 | 14 | 6  | 7 |
| 2.   | Švédsko  | 3 | 2 | 0  | 0  | 1 | 6  | 9  | 6 |
| 3.   | Finsko   | 3 | 1 | 1  | 0  | 1 | 6  | 5  | 5 |
| 4.   | Rakousko | 3 | 0 | 0  | 0  | 3 | 3  | 9  | 0 |

Z = Odehrané zápasy; V = Výhry; VP = Výhry v prodloužení/nájezdech; PP = Prohry v prodloužení/nájezdech; VG = vstřelené góly; OG = obdržené góly; B = Body